# Charles Meryon

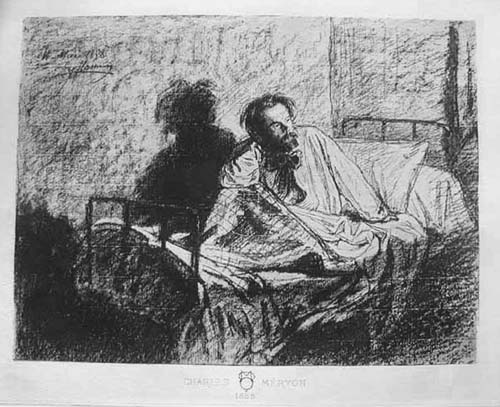
Porträtt av Charles Meryon av Léopold Flameng, 1858.

Charles Meryon, född den 23 november 1821 i Paris, död den 13 februari 1868 i Charenton, var en fransk tecknare och etsare.

## Biografi
Meryon var son till en engelsk läkare och hans mor var en fransk dansare. Modern, som uppfostrat sonen, dog i hans unga år, och han gick då in i den franska flottan där han bl. a. gjorde en jordenruntresa med korvetten Le Rhin. Han gjorde då blyertsteckningar vid Nya Zeelands kust, vilka flera år senare blev grund för hans etsningar från denna region.
När Meryon, som löjtnant, lämnade flottan, fann han att han var färgblind och beslöt att ägna sig åt estning. Han började arbeta i studion hos gravören Eugène Bléry, som lärt honom de tekniska förutsättningarna. Efter att han visat sig vara en skicklig kopist genom arbeten efter nederländska etsare som Zeeman och Adriaen van de Velde, började han göra originalarbeten, särskilt serien Eaux-Fortes sur Paris 1850-54, som aldrig har publicerats som en serie, men som ändå utgjorde en harmonisk serie i Meryons sinne.
Förutom de tjugotvå etsningar "sur Paris", gjorde Meryon sjuttiotvå etsningar av en sort och nittiofyra andra, alla är katalogiserade i Frederick Wedmores  Meryon och Meryons Paris. 

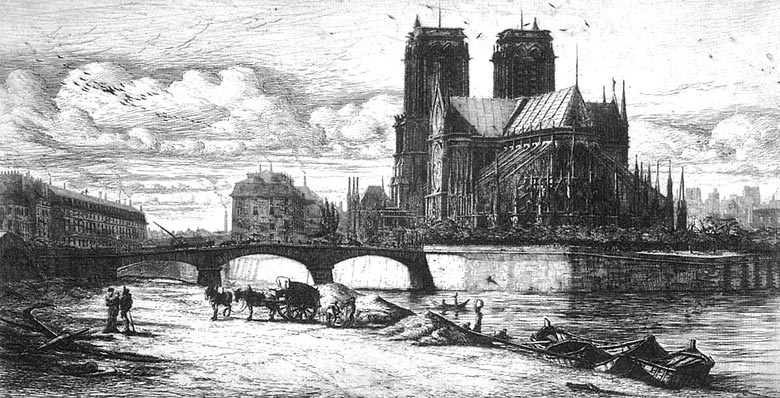
Abside de Notre Dame, etsning I Meruons serie ”sur Paris”.

## Meryons stil
Abside de Notre Dame är en allmänna favorit och anses vara Meryons mästerverk. Ljus och skugga spelar skönt över den stora ytan av kyrkan, sett över flodens vattenyta. Som framställare av arkitektur, var Meryon komplett. Hans känsla för sina olika stilar var bred, och hans arbete med dessa stilar omutligt och nära perfektion - en sak i märklig kontrast till J M W Turner, som i sin framställning av gotisk arkitektur, ofta avstod från precision.
Meryon fick banbrytande betydelse för den moderna etsningskonsten, bl. a. för de svenska 1800-talsgrafikerna.  Även om nu föga känd i den övriga världen, är han allmänt ansedd som den mest betydande etsaren i 1800-talets Frankrike. 

### Allmänna källor
- Bra Böckers lexikon, 1977